# Argyrogrammana glaucopis
Argyrogrammana glaucopis är en fjärilsart som beskrevs av Bates 1868. Argyrogrammana glaucopis ingår i släktet Argyrogrammana och familjen Riodinidae. Inga underarter finns listade i Catalogue of Life.